# Federico Canuti

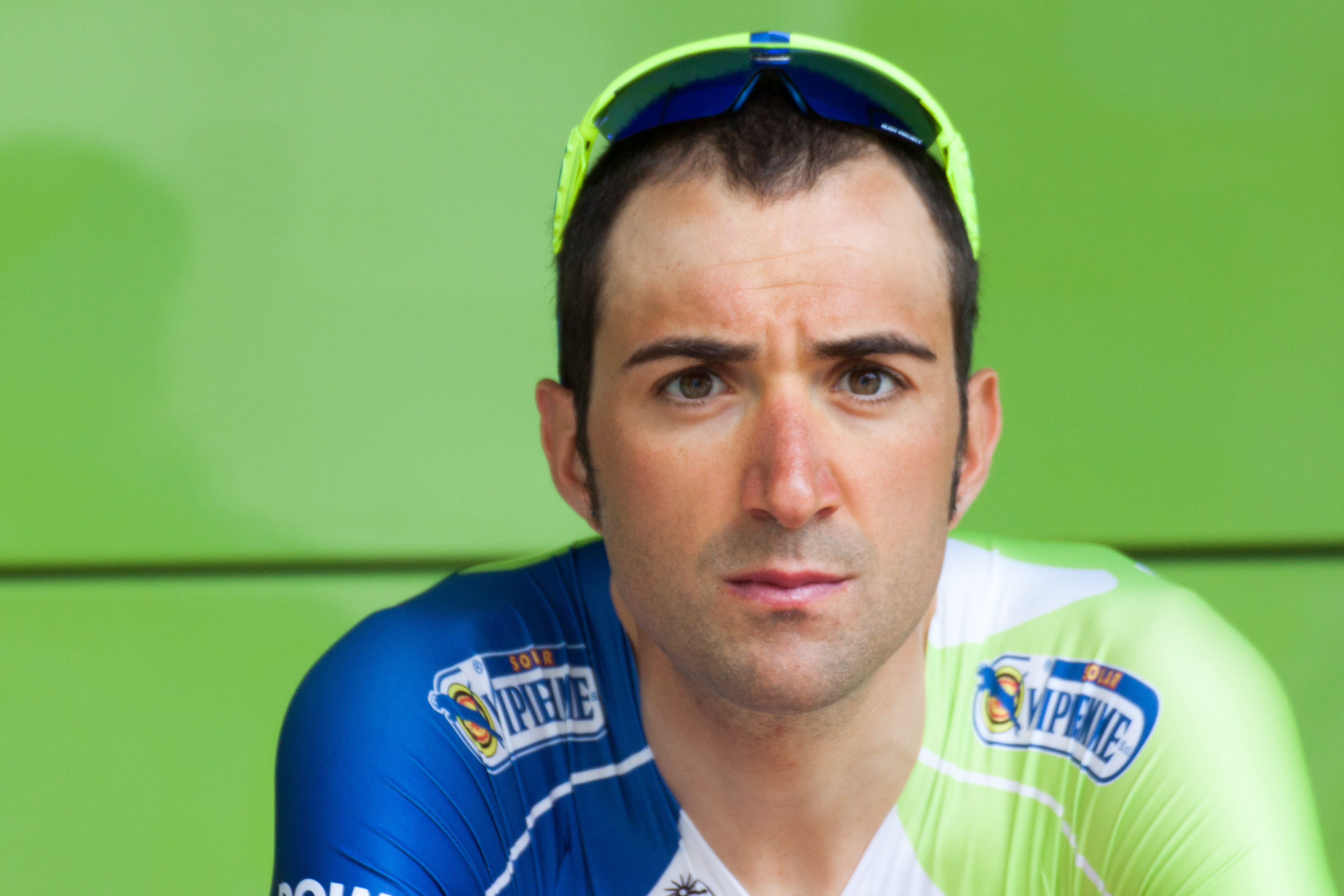
Federico Canuti beim Critérium du Dauphiné Libéré 2012

Federico Canuti (* 30. August 1985 in Pesaro) ist ein italienischer Radrennfahrer.

## Werdegang
Canuti gewann 2006 mit dem italienischen Eintagesrennen Giro della Valli Aretine seinen ersten Wettbewerb des internationalen Kalenders. In der Saison 2007 gewann er eine Etappe des internationalen U23-Etappenrennens Giro di Toscana. Von 2008 bis 2011 fuhr er für italienisch-irische Professional Continental Team CSF Group-Navigare und bestritt den Giro d’Italia 2010 und 2011, wobei er die Grand Tour 2010 aufgab und 2011 als 93. beendete. Seine bedeutendsten Platzierungen in dieser Zeit waren zweite Ränge bei der Hel van Het Mergelland 2009 und 2011. Im Jahr 2012 wechselte Canuti zum ProTeam Liquigas-Cannondale, für das er die Tour de France 2012 als 114. beendete. Nachdem er diese Mannschaft mit Ablauf der Saison 2013 verlassen hatte, bestritt Canuti keine Rennen mehr auf diesem Niveau.

## Erfolge
2006
- Giro della Valli Aretine

2007
- eine Etappe Giro di Toscana U23

## Teams
- 2008–2011 CSF Group-Navigare / Colnago-CSF Inox
- 2012–2013 Liquigas-Cannondale / Cannondale Pro Cycling
- 2017 D’Amico-Utensilnord